# 槍傷
枪伤是指由槍械（通常是火器或氣槍）射出的的拋體（例如子弹）造成的創傷。 症狀包括出血、骨折、器官损伤、傷口感染、癱瘓，嚴重的槍傷會導致傷者死亡。槍傷還會引發铅中毒和創傷後壓力症等併發症。 槍傷的嚴重程度取决于被击中的要害部位以及子弹的类型和速度。 